# Janat al-Sawarnah
Janat Elsawarneh (tiếng Ả Rập: جناة الصوارنة) là một ngôi làng Syria nằm ở Al-Hamraa Nahiyah ở huyện Hama, Hama. Theo Cục Thống kê Trung ương Syria (CBS), Janat Elsawarneh có dân số 1318 trong cuộc điều tra dân số năm 2004.